# Mistrovství Evropy v boxu 1951
IX. mistrovství Evropy v boxu proběhlo v Miláně, Itálie ve dnech 14. až 19. května 1951. Organizátorem turnaje mistrovství Evropy byla  Association Internationale de Boxe Amateur (AIBA).

## Československá stopa
Československo se mistrovství Evropy neúčastnilo. Jak uvedl dobový tisk, důvod neúčasti nebyl uspokojivě zdůvodněn. Jednou z příčin mohla být dlouhodobá nespokojenost funkcionářů ohledně rozhodování boxerských zápasu organizace AIBA – rozhodčí údajně stranili boxerům ze zemí Marshallova plánu (později NATO).

## Výsledky
| Muži     | Zlato                    | Stříbro                   | Bronz                   | Bronz                         |
| -------- | ------------------------ | ------------------------- | ----------------------- | ----------------------------- |
| –51 kg   | Aristide Pozzali (ITA)   | Hendrik van der Zee (NED) | Antoine Martin (FRA)    | Pentti Hämäläinen (FIN)       |
| –54 kg   | Vincenzo Dall'Osso (ITA) | William Kelly (IRL)       | János Erdei (HUN)       | Hermann Mazurkiewitsch (AUT)  |
| –57 kg   | Joseph Ventaja (FRA)     | Kosta Leković (YUG)       | István Kisfalvi (HUN)   | Åke Wärnström (SWE)           |
| –60 kg   | Bruno Visintin (ITA)     | István Juhász (HUN)       | Milivoje Bulat (YUG)    | David Connell (IRL)           |
| –63,5 kg | Herbert Schilling (FRG)  | Marcello Padovani (ITA)   | Peter Müller (SUI)      | Terence Milligan (IRL)        |
| –67 kg   | Zygmunt Chychła (POL)    | Hans Kohlegger (AUT)      | Gert Stråhle (SWE)      | Jacques Dugenier (FRA)        |
| –71 kg   | László Papp (HUN)        | Jens Andersen (DEN)       | Alfred Paliński (POL)   | Alfred Lay (ENG)              |
| –75 kg   | Stig Sjölin (SWE)        | Günther Sladky (FRG)      | Hans Niederhauser (SUI) | Jean Lalaounis (FRA)          |
| –81 kg   | Marcel Limage (BEL)      | Bjarne Lingås (NOR)       | Rolf Storm (SWE)        | Gianbattista Alfonsetti (ITA) |
| +81 kg   | Giacomo di Segni (ITA)   | Edgar Gorgas (FRG)        | José Peyre (BEL)        | Jan Dyckman (NED)             |

## Medailová bilance
V boxu se rozdělilo celkem 10 sad medailí.
| Pořadí | Stát                            |       | Muži    | Muži  | Muži | Celkem |
| Pořadí | Stát                            | Zlato | Stříbro | Bronz |      | Celkem |
| ------ | ------------------------------- | ----- | ------- | ----- | ---- | ------ |
| 1.     | Itálie (ITA)                    |       | 4       | 1     | 1    | 6      |
| 2.     | Západní Německo (FRG)           |       | 1       | 2     | 0    | 3      |
| 3.     | Maďarská lidová republika (HUN) |       | 1       | 1     | 2    | 4      |
| 4.     | Francie (FRA)                   |       | 1       | 0     | 3    | 4      |
| 4.     | Švédsko (SWE)                   |       | 1       | 0     | 3    | 4      |
| 6.     | Polsko (POL)                    |       | 1       | 0     | 1    | 2      |
| 6.     | Belgie (BEL)                    |       | 1       | 0     | 1    | 2      |
| 8.     | Irsko (IRL)                     |       | 0       | 1     | 2    | 3      |
| 9.     | Nizozemsko (NED)                |       | 0       | 1     | 1    | 2      |
| 9.     | Jugoslávie (YUG)                |       | 0       | 1     | 1    | 2      |
| 9.     | Rakousko (AUT)                  |       | 0       | 1     | 1    | 2      |
| 12.    | Dánsko (DEN)                    |       | 0       | 1     | 0    | 1      |
| 12.    | Norsko (NOR)                    |       | 0       | 1     | 0    | 1      |
| 14.    | Švýcarsko (SUI)                 |       | 0       | 0     | 2    | 2      |
| 15.    | Finsko (FIN)                    |       | 0       | 0     | 1    | 1      |
| 15.    | Anglie (ENG)                    |       | 0       | 0     | 1    | 1      |
| Celkem | Celkem                          |       | 10      | 10    | 20   | 40     |